# Blasti
I blasti sono cellule immature, presenti nel midollo osseo, identificate al microscopio ottico che rappresentano circa l´1% delle normali cellule midollari. La morfologia dei nuclei è variabile a seconda della serie di appartenenza:
- mieloblasti: che si differenziano in eritrociti e granulociti neutrofili
- linfoblasti: presenti sia nel midollo che nei linfonodi e danno origine alle cellule del sistema linfocitario.
- megacarioblasti: che si differenziano in megacariociti, dai quali hanno origine le piastrine.

I blasti normali danno origine alle tre filiere ematopoietiche. Il loro aumento, sia nel sangue midollare sia nel sangue venoso periferico, è un elemento caratterizzante le sindromi mielodisplasiche, dove il numero di blasti midollari non supera il 20%. Questa soglia rappresenta il cut-off tra sindromi mielodisplastiche e leucemie acute. In queste patologie i blasti aumentati hanno perso la capacità di dare origine alle normali cellule più mature e possono essere rilevati nel sangue periferico. Acquistano grandi capacità moltiplicative (espansione clonale) e scarsissime capacità differenziative.

## Ruolo nelle leucemie
Nelle leucemie (soprattutto acute) un gran numero di blasti patologici si accumula nel midollo osseo, compromettendo la differenziazione e proliferazioni delle normali filiere ematopoietiche (eritrociti, leucociti, megacariociti). La leucemia mieloide acuta viene diagnosticata e classificata in base al numero e alle caratteristiche dei blasti (da M0 a M7), dal meno differenziato al più differenziato in specifiche filiere. Questa distinzione può essere fatta al microscopio con colorazioni panottiche delle cellule midollari. Spesso sono invece necessarie colorazioni speciali (dette colorazioni citochimiche) od una caratterizzazione più approfondita. Secondo i criteri della Organizzazione mondiale della sanità, la diagnosi di leucemia acuta mieloide si pone con il 20% di blasti (aggiornando il 30% della classificazione FAB) nel midollo osseo o nel sangue periferico.